# Personal Internet Communicator

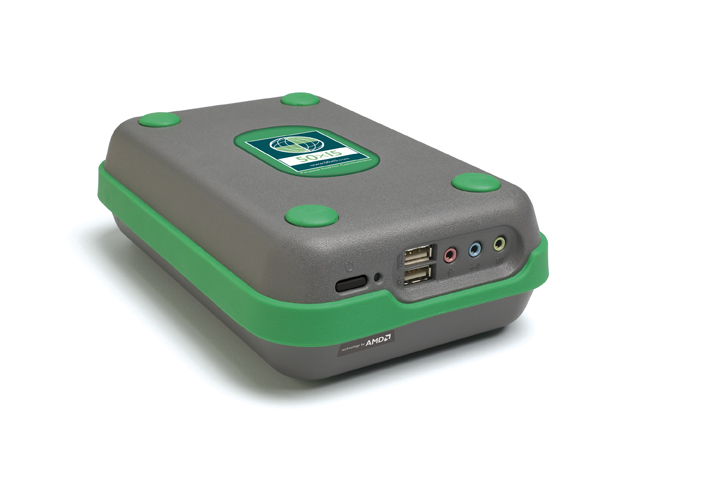
50x15 Personal Internet Communicator (PIC)

O Personal Internet Communicator (PIC) é um equipamento destinado à inclusão digital desenvolvido pela AMD com o objetivo de permitir o acesso à Internet a pessoas de países como índia, México e Caribe.
Porém face a sua estrutura "inalterável", com o passar do tempo, mostrou-se obsoleto, haja vista, que o equipamento é dotado de processador de 500mhz, 128 megabytes de memória RAM, 10 gigabytes no disco rígido, conexão somente por linha discada, e por fim, o sistema operacional Windows CE (que não pode ser trocado), limitaram a evolução do aparelho.
Nem mesmo quando de seu lançamento ao final de 2005, o aparelho se mostrava interessante, pois os planos sugeridos para aquisição obrigavam a assinatura de planos de conexão, o que encarecia o preço final.
Seu pequeno gabinete, mínima emissão de ruído (não tem as temidas ventoinhas para refrigeração) e o baixinho consumo de energia elétrica o tornam um ótimo aparelho para aplicações educativas, com o baixo custo existente.